# Omar (película)
Omar (en árabe: عمر) es una película palestina de 2013 dirigida por Hany Abu-Assad y protagonizada por Adam Bakri y Waleed Zuaiter. Se proyectó en la sección Un Certain Regard del Festival de Cannes de 2013, donde ganó el Premio Especial del Jurado. También se proyectó en el Festival Internacional de Cine de Toronto. La película fue nominada para el Óscar a la mejor película de habla no inglesa en su 86.ª edición. Posteriormente, el 1 de mayo de 2014, se proyectó en el edificio principal de las Naciones Unidas en Nueva York.

## Argumento
Omar es un panadero palestino que cruza con frecuencia la barrera de Cisjordania para visitar a su novia, Nadia, una estudiante de secundaria con la que pretende casarse. Omar y sus amigos de la infancia, Tarek y Amjad, han estado practicando ataques contra soldados israelíes. Atrapado en uno de sus cruces, Omar es golpeado y humillado por algunos soldados. Posteriormente, los tres realizan un ataque nocturno contra un puesto de control, y Amjad actúa como francotirador y mata a tiros a un soldado israelí. 
Más tarde, Omar y sus amigos son perseguidos por las autoridades israelíes, que han recibido información sobre él; Omar es capturado. Al ingresar en prisión, un agente llamado Rami, que se hace pasar por otro preso, lo engaña para que se incrimine. Tras ser torturado por Rami para que revele quién disparó al soldado israelí, Omar se enfrenta a cadena perpetua. Consigue su liberación a cambio de colaborar en la detención de Tarek, quien, según Rami, cree que mató al soldado.
Tras su liberación, Omar es sospechoso de ser colaborador y estigmatizado. Su situación empeora porque Nadia es hermana de Tarek. Cuando Omar se demora en ayudar con la captura de Tarek, es perseguido por los israelíes. Es arrestado de nuevo cuando se delata una operación planeada, lo que resulta en la muerte de cuatro militantes. Otros prisioneros lo atacan por creer que es un traidor, y él hace un segundo trato con Rami. Se enfrenta a Amjad, quien admite haber traicionado a los otros dos. Amjad le dice a Omar que Nadia está embarazada de él, lo cual deshonra tanto a Amjad como a ella. Los israelíes utilizan este hecho para chantajear a Amjad.
Omar obliga a Amjad a confesarse ante Tarek, quien intenta matarlo. En el forcejeo, Tarek muere al dispararse accidentalmente su arma. Con la ayuda de Rami, Omar y Amjad ocultan su implicación en su muerte. Dos años después, Omar visita a Nadia y descubre que Amjad le mintió sobre haber tenido una aventura. Pero ella se casó con Amjad y ahora tienen dos hijos. Ella aún ama a Omar y le dice que le escribió una carta antes de casarse, pero Amjad no la entregó.
Rami visita a Omar para intentar obligarlo a matar a un importante militante. Omar le promete su ayuda para capturar al nuevo cabecilla de la Brigada de Jerusalén y, a cambio de un arma, le promete revelar a Rami quién mató al soldado años atrás en el puesto de control. Omar le cuenta al cabecilla sobre Amjad, pero consigue que Omar acepte tratar con su viejo amigo. Omar se reúne de nuevo con Rami, quien está con otros tres agentes israelíes, y recibe el arma prometida. Rápidamente la usa contra Rami, matándolo.

## Ficha artística
| Actor              | Personaje                     |
| ------------------ | ----------------------------- |
| Adam Bakri         | Omar                          |
| Leem Lubany        | Nadia                         |
| Waleed F. Zuaiter  | Agente Rami                   |
| Samer Bisharat     | Amjad                         |
| Eyad Ourani        | Tarek                         |
| Baher Agbariya     | Guardia de la prisión 01      |
| Majd Bitar         | Amigo de Tarek                |
| Walid Abed Elsalam | Líder en el funeral           |
| David Gerson       | Guardia de la prisión 02      |
| Anna Maria Hawa    | Hermana de Abeer Omar         |
| Laura Hawa         | Enfermera                     |
| Ihab JADALLAH      | Preso del patio de la prisión |
| Nael Kanj          | Agente Rami                   |
| Tarik Kopty        | Padre de Tarek                |
| Adi KRAYEM         | Soldado                       |
| Doraid Liddawi     | Soldado                       |
| Eli Rezik          | Guardia de la prisión         |
| Yousef 'Joe' Sweid | Torturador                    |
| Ramzi Maqdisi      | Muhsen Ali Taha               |
| Ziyad Jarjoura     | Hermano de Amer Omar          |

## Producción
El film se rodó en Palestina e Israel con actores no profesionales, excepto el actor palestino-estadounidense Waleed Zuaiter. Este fundó, juntos con sus dos hermanos, la productora independiente ZBROS que produjo la película.

### Distinciones

#### Premios
| Premio/Festival                                                                         | Categoría                                  | Actor                             | Ganador/Nominado |
| --------------------------------------------------------------------------------------- | ------------------------------------------ | --------------------------------- | ---------------- |
| Academy Awards                                                                          | Best Foreign Language Film                 | Hany Abu-Assad                    | Nominado         |
| American Film Institute                                                                 | Grand Jury Prize                           | Hany Abu-Assad                    | Nominado         |
| Asian Pacific Screen Awards                                                             | Best Feature Film                          | Hany Abu-Assad, Waleed Zuaiter    | Ganador          |
| Asian Pacific Screen Awards                                                             | Best Performance by an Actor               | Adam Bakri                        | Nominado         |
| Asian Pacific Screen Awards                                                             | Achievement In Cinematography              | Ehab Assal                        | Nominado         |
| Cannes Film Festival                                                                    | Un Certain Regard Jury Prize               | Hany Abu-Assad, Waleed F. Zuaiter | Ganador          |
| Dubai International Film Festival                                                       | Muhr Arab Best Director Award              | Hany Abu-Assad                    | Ganador          |
| Dubai International Film Festival                                                       | Muhr Best Film                             | Waleed Zuaiter                    | Ganador          |
| Ghent International Film Festival                                                       | Youth Jury Award Best Film                 | Hany Abu-Assad                    | Ganador          |
| Fajr International Film Festival Archivado el 14 de febrero de 2014 en Wayback Machine. | Crystal Simorgh Prize for Best Direction   | Hany Abu-Assad                    | Ganador          |
| New York Film Festival                                                                  | Grand Marnier Fellowship Award - Best Film |                                   | Nominado         |
| Palm Springs International Film Festival                                                | Best Foreign Language Film                 |                                   | Nominado         |
| Tromsø International Film Festival                                                      | The Norwegian Peace Film Award             | Hany Abu-Assad                    | Ganador          |